# Cornelis de Bie

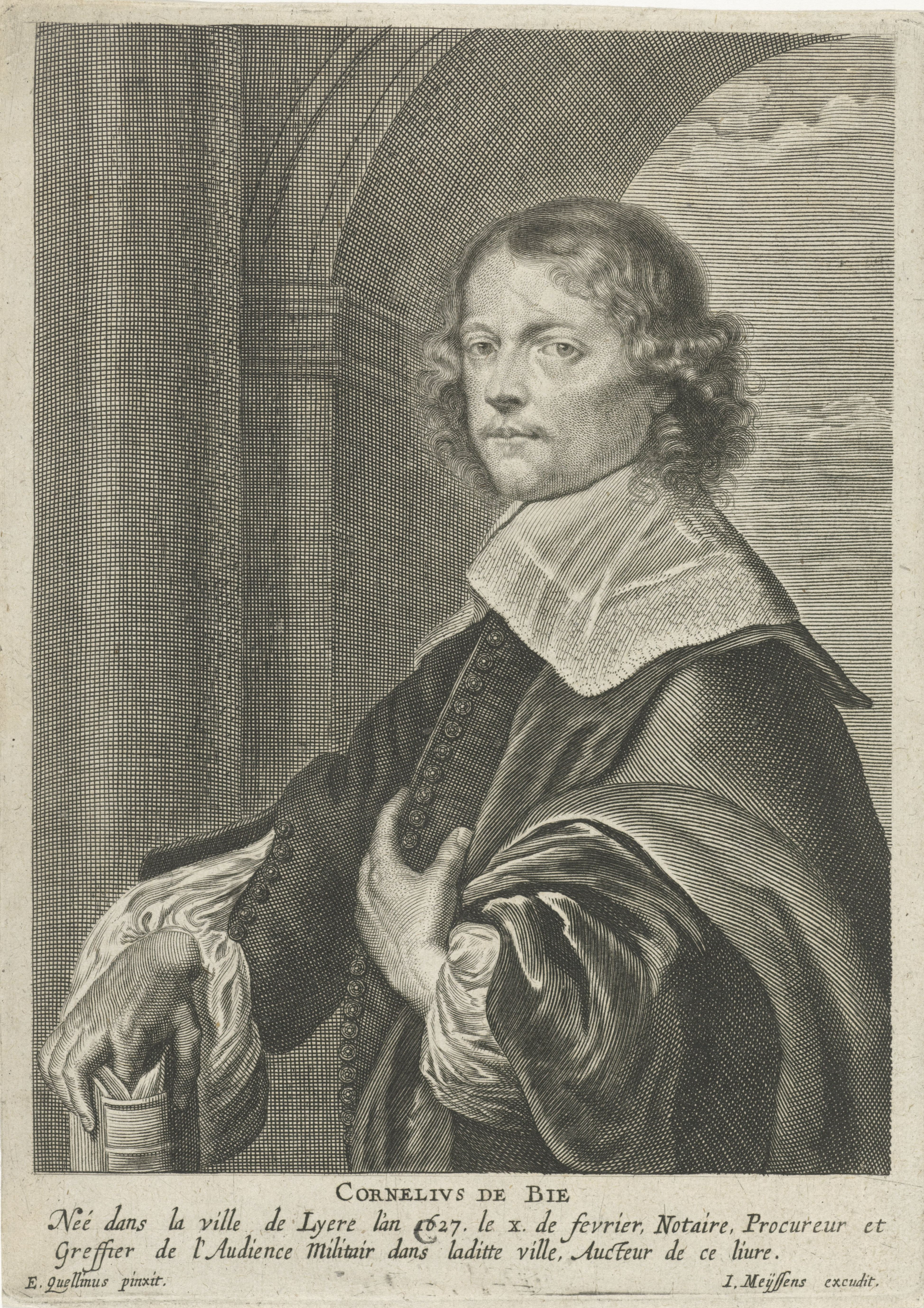
Cornelis de Bie in Het gulden cabinet

Cornelis de Bie (Lier, 10 februari 1627 - tussen 1712 en 1715) was een Brabants rederijker, dichter, jurist en lokaal politicus. Hij was een zoon van kunstschilder Adriaen de Bie.
De Bie studeerde aan de universiteit van Leuven en is auteur van 64 werken, voornamelijk blijspelen. Hij is echter vooral bekend van zijn biografieën van Vlaamse en Hollandse kunstschilders die gebundeld werden als Het Gulden Cabinet der Edel Vry Schilderconst en in 1662 verscheen.

## Werk

### Proza
- Het Gulden Cabinet der Edel Vry Schilderconst[1] (1662) (heruitgave: 1971)
- D'omghekeerde maet der liefde.[2] (1663)
- Faems Weer-galm der Neder-duytsche poësie[3] (1670)
- Den weerschijn van 't leven in de doodt. (1680?)
- Het sout der sielen welvaart.[4] (1688) (vertaald uit het Latijn)
- Den zedigen toetsteen van de onverdragelijcke weelde, verthoont in 't leven van den verloren soon. (1689)
- Den wegh der deughden beset met scherpe dornen van quellinghen. (1697)
- Antiquiteyten der stadt Lier, in Brabant, byeen vergadert uyt verscheyde annotatie boeken ende curieuse stukken, beginnende int jaer 762 tot 1699 (manuscript)
- Het leven van de heylige Eugenia. (1701)
- Echos weder-clanck, passende op den gheestelijcken wecker, tot godtvruchtige oeffeninghen. (1706)
- Den spiegel van de verdrayde werelt, te sien in den bedriegelijcken handel, sotte en ongeregelde manieren van het al te broos menschen-leven.[5] (1708)
- Mengelrijmen, Meygaven, Lier-en Sneldichten (manuscript)

### Toneel
- Alphonsus en Thebasile ofte herstelde onnooselheyt, tragi-comedie op den sin: Oprechte Liefde (1673)
- De cluchte van den verdraeyden advocaet (en de twee borssesnyders)verthoont binnen Lyer den 16 en 17 juny 1659. (1673)
- Den heyligen ridder Gommarus, patroon der stadt Lier, oft gewillighe verduldigheyt; op het tooneel ghebrocht door de liefhebbers van d'edele gulde, die men noemt Den groeyenden Boom, binnen de voorschreven stadt Lier, den 23 en 25 juny 1669.
- Cluchte van een misluckt overspel, op den sin: Daer d'ongheregheltheyt van een onkuys ghedacht, (1669)
- Den grooten hertoghe van Moskovien oft gheweldighe heerschappye, Bly-eyndich treurspel. (1673)
- Treurspel van de heylighe Cecilia, martelaresse, ghenoemt den Spieghel van d' Eerbaerheydt
- Cluchte van Jan Goethals en Griet, zijn wijf, bedroghen door twee geapposteerde soldaten, verbetert en vermeerdert door C. De Bie.
- De cluchte van den jaloursen dief, afbeldende d'onghetrouwicheyt, bemonden achterclap en onversaefde lichtveerdicheyt der menschen, in Reynaldo Plattebors en madam Sacatrap.
- Den verloren zoon Osias oft bekeerden Zondaer
- Het goddelijck ransoen der zielen salicheyt, in dry deelen.
- Clucht-wijse comedie van de Mahometaensche slavinne Sultana Bacherach.
- De verlichte waerheyt van Godts vleesch-gheworden woordt in de gheboorte Christi.
- 'T geloofs beproevinghe verthoont in de stantvastighe verduldigheyt van de seer edele Roomsche princesse de heylighe Eugenia, blyeyndigh treurspel.
- Beschermde suyverheyt in de twee heylige Theodora en Didymus, martelaren om 't Rooms geloof onthooft, treurspel.
- Kluchte van Hans Holleblock, geusen predicant.
- Vermaekelijcke klucht van Roeland den Klapper oft Hablador Roelando
- Wraak van verkrachte kuysheydt, bewesen in 't ramp-salig leven van de princerse Theocrina omteert van den ontuchtigen en bloetgierigen Amurath
- De klucht van den nieuw-gesinden doctoor, meester Quinten-Quack en Cortisaen sijnen bly-geestigen knecht
- Kluchtwijse Commedie van de ontmaskerde liefde
- Leer-gierich ondersoeck der verlichte duysterheyt en weet-lievende kennisse der waerheyt, bewesen in 't Rooms christen gheloof door den heylighen Epictetus en den seer edelen en overschoonen Astion
- Het vlaemsche masker van Colonel Spindeler, archlistelijck ontdeckt aen de lichtveerdige françoisen door Oniati, borgemeester van Brugge, anno 1658
- Lijden sonder wraak, of de Armoede van grave Florelus, bontgenoot van Vranckrijck, blyeyndich treurspel;
- De klucht van den Subtijlen Smidt, of het vinden van 't maet-ghesangh oft musica;
- De klucht van Gijs Snuffelaer en 't lichtveerdigh Pleuntjen, genoemt d'occasie maekt den dief;
- De comedie der Liersche Furie, of de kettersche verradery op den 14 october 1595;
- De klucht van den bedroghen soldaet;
- De klucht van den stouten Boer oft gheveynsten Auditeur;
- De comedie van Mas Aniello in de beroerte van Napels, ghenoemt: Op en Nedergangh van 's menschen leven.
- Blyeyndigh treurspel van de gravinne Nympha en Carel, hertogh van Calabrien, of wraak-lustighe liefde;
- De klucht van de ramp-salighe liefde in den ongetrouwen minnaer;
- Het droef-eyndigh toch geluck-saligh Treurspel van de twee heylighe martelaren Crispinus en Crispianus, of Standtvastighe Lijdtsaemheydt;
- De klucht van den bedroghen duyvel der onkuysheyt en Deep (sic) makenden geusen Predicant in 't spelen met de kaert;
- De comedie van Apollonius en Hildebertus, twee verliefde minnaren van edel geslacht, of de verloren gelegentheyt;
- De klucht van de bedroghen gierigheyt in Judas en de bedwonghen vrientschap van Pilatus.
- Klucht van het bedriegelyck mal.[6] (1710)

- Biografisch Portaal: 03841883
- Digitale Bibliotheek voor de Nederlandse Letteren: bie_001
- Gemeinsame Normdatei: 124799426
- International Standard Name Identifier: 0000 0001 1708 1829
- Library of Congress Control Number: no2020104062
- Nederlandse Thesaurus van Auteursnamen: 070528535
- RKD-Nederlands Instituut voor Kunstgeschiedenis: 423536
- Union List of Artist Names: 500314403
- Virtual International Authority File: 162018418